# 章鱼哥 (动画角色)
章鱼哥（英語：Squidward J. Q. Tentacles）是美国系列动画《海绵宝宝》中的虚构人物，由罗杰·邦帕斯配音。该人物由海洋生物学家和动画制作者史蒂芬·海倫伯格创作。他初出场于1999年5月1日播出的《急征店员》中。
尽管他的名字中带有“鱿鱼”（Squid）并有六只触手，但章鱼哥是拟人化的章鱼。他居住在比奇堡摩艾石像屋中，位于海绵宝宝的凤梨屋和派大星的岩石屋的中间。他被描述为一个坏脾气、自命不凡、愤世嫉俗、充满敌意的角色。他也因邻居持续的吵闹声与烦人的行为而很鄙视他们。然而海绵宝宝和派大星并没有察觉到章鱼哥对他们的敌意并将他视为朋友。章鱼哥在蟹堡王餐厅做收银员，他也痛恨这份工作。
作为作品的主要人物之一，章鱼哥也常出现在《海绵宝宝》的各种发行物上。他也出现在2004年的海綿寶寶電影版和2015年的海綿寶寶：海陸大出擊这两部大电影上。

## 人物

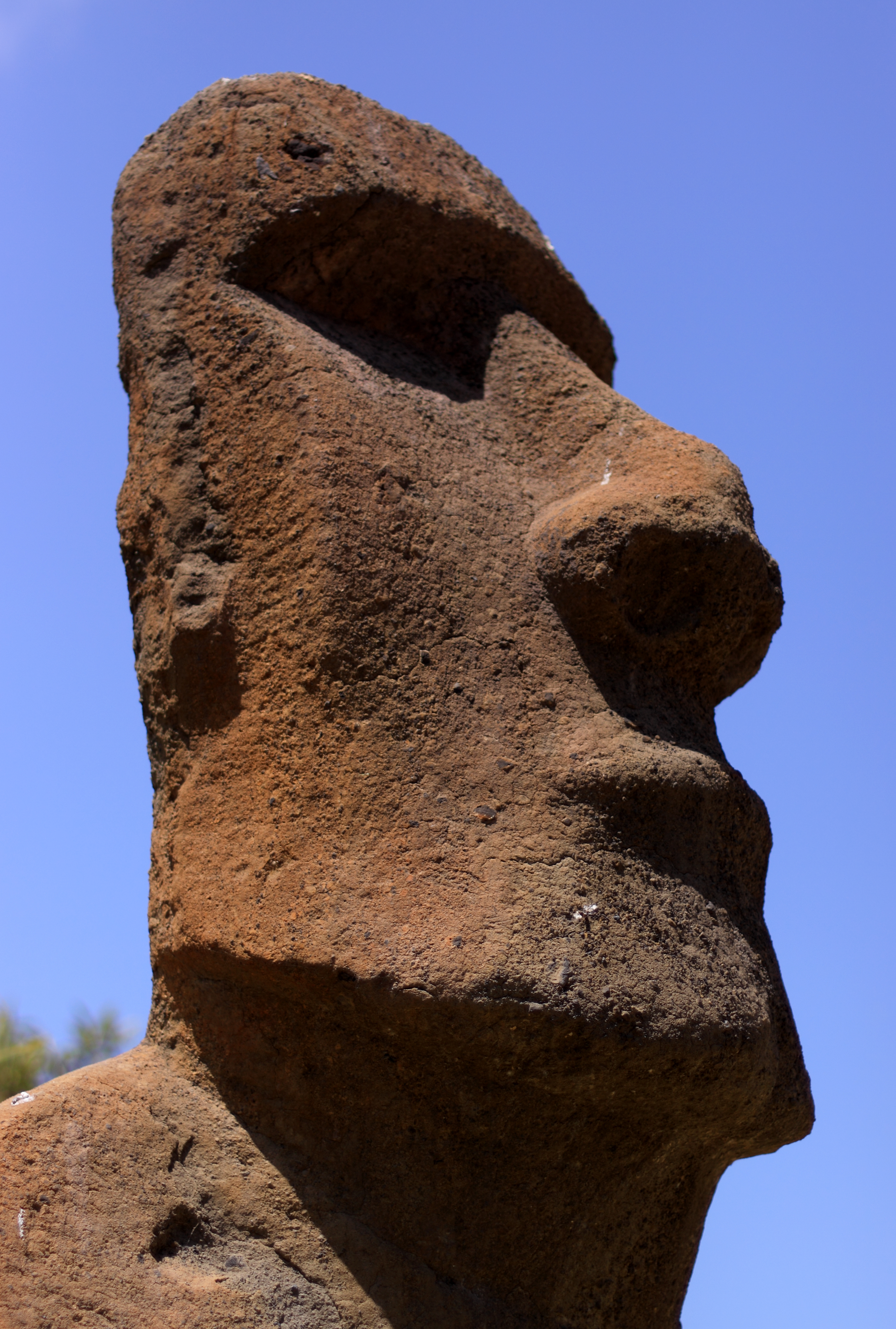
章魚哥居住在一种来自复活节岛的摩艾石像中。

章鱼哥被描述为一个不幸、消极、傲慢、敷衍又自私的章鱼。他居住在比奇堡摩艾石像屋中，位于海绵宝宝的凤梨屋和派大星的岩石屋的中间。 他的邻居海绵宝宝与派大星的持续不断的狂笑声和烦人的行为举止令他难以忍受，但海绵宝宝和派大星并没有察觉到章鱼哥对他们的敌意，并视章鱼哥为好友。然而後期章魚哥也經常流露出對兩人(尤其是海綿寶寶)的關懷。
章鱼哥长期处于一种自怜和痛苦的心境之中；他对平凡的自己感到不满，渴望拥有名流的社会地位、财富、秀发、出色的工作（如音乐家或是画家）。章鱼哥对艺术有极大兴趣，他也常常吹奏單簧管。 然而，现实中的他是个地位低下的蟹堡王收银员。他很不满意这份工作，不满意自己那吝啬小气的老板蟹老板，更不满意他所讨厌的邻居海绵宝宝做他的同事。
章鱼哥渴望安静和平的生活，然而这一夙愿始终无法实现。 他坚信自己是个天才并理应得到更高的社会地位。他虽热爱音乐，却并没有吹奏竖笛的天赋。

## 评价
批评家和粉丝给章鱼哥高度的评价。海绵宝宝的声优汤姆·肯尼称章鱼哥为他在此作品中最喜爱的角色。他说:“当海绵宝宝和派大星的玩乐打搅到他的时候，他总想把自己关在自己的世界里。但他同时也很嫉妒他们。当他想要加入玩乐时，却总是因缺乏自信而失败。”作家凯西·亚历山大说：“章鱼哥是最能让我产生共鸣的角色。夸张来讲，他是最像人类的角色。如果我认识一个像海绵宝宝一样的人的话，我估计就会像章鱼哥那样对他。” 自称为作品海绵宝宝粉丝的美国歌手法瑞尔·威廉姆斯说:“章鱼哥倒是我最喜欢的角色。如果他是人类，我会和他一起玩耍。” 
《DVD评测》的比尔·特雷德韦说章鱼哥处于芝麻街里伯特、伍迪·艾伦和罗杰·阿狄森的中间...但他并不是没有良心，这需要你细细去体会”。 纽约时报的电影评论家A. O. 斯科特在他对海綿寶寶電影版的影评中表示，章鱼哥是他最喜欢的第二重要角色，同时也有珊迪和泡芙阿姨。
第二季中以章鱼哥为主线人物的故事超酷大樂團被许多评论家和粉丝们看作是《海绵宝宝》中最出色的故事之一。 华盛顿邮报记者迈克尔·坎瓦认为超酷大樂團是《海绵宝宝》中第5精彩的故事。他说：“章鱼哥在面对羞辱时表现出的对艺术的坚持和鼓舞力让成人观众有了比儿童更上一层的观影感受。” 不过，章鱼哥也被常识媒体列为“2012年度10位最差的电视节目角色”。该文的作者Sierra Filucci表示该角色的自私是他最糟糕的特征，称他为“蟹堡王餐厅里刻薄和邋遢的收银员”并说“只有在他想要争取某物时，他才会对别人表示善意。”
在2012年的第39届日间艾美奖上，章鱼哥的声优罗杰·邦帕斯因他配音的角色章鱼哥而成为第一个在动画领域的提名。最终获奖者为大食懶加菲貓中的瓊·福雷。 罗杰·邦帕斯说他很荣幸能被提名，但“这不是一场真正意义上的比赛，因为对手中有动画业界中的"贵族"瓊·福雷，因此我们没有任何机会，否则我们的录音室现场恐怕就要发生暴动了。”他也表示他“很高兴输给瓊·福雷”并“很荣幸获得提名”。

## 其他媒体
章鱼哥也常出现在其他《海绵宝宝》相关的商品中--包括棋盘游戏、 书籍、 玩具、 和集换卡上。章鱼哥还出现在2011年2月开始发行的海绵宝宝漫画版中， 出现在许多海绵宝宝的视频游戏、主题公园（包括水世界公园 和世界级超级巨星游行 之中）。2004年，章鱼哥出现在《海绵宝宝》系列的第一部大电影海綿寶寶電影版中。这场首映於2004年11月19日的电影获得了巨大的成功，全球票房超过140百万美元。 他也出现在2015年的《海绵宝宝》大电影海綿寶寶：海陸大出擊之中。
海綿寶寶飛向天際於2009年在利物浦帝國劇場演出舞台剧，并随後在南非公演。 饰演章鱼哥的演员查尔斯·布伦顿在事後表示他很喜爱这个角色，称“将一个出色的角色搬上舞台是一件很有趣的事情。”为饰演章鱼哥，布伦顿买了9套《海绵宝宝》的DVD，在卧室里自己饰演章鱼哥。他也表示自己在声音方面下了苦功。 布伦顿的表演也受到了许多的赞扬。《大众观点》的一篇评论写道：“布伦顿饰演的章鱼哥十分成功，从演出、声音和角色特征来看都是一场完美的演出。”北方回声报的Viv Hardwick说：“布伦顿创造了一个令人心悦诚服的章鱼哥。” 南非公演时的章鱼哥由Chris van Rensburg饰演。